# Moralistisk terapeutisk deism
Moralistisk terapeutisk deism, MTD, är en religiös hållning. Termen lanserades av de amerikanska sociologerna Christian Smith och Melinda Lundquist Denton, för att beteckna de religiösa trossatser som är vanligast bland ungdom i USA. De använde termen första gången i Soul Searching: The Religious and Spiritual Lives of American Teenagers från 2005.
Smiths och Lundquist Dentons definition av MTD är:
1. En gud har skapat och organiserat världen, och håller uppsikt över människornas liv på jorden.
2. Gud vill att människorna ska vara goda, snälla och sjyssta mot varandra, så som det undervisas i Bibeln och i de flesta världsreligioner.
3. Det centrala livsmålet är att bli lycklig och trivas med sig själv.
4. Gud behöver inte ha särskilt mycket att göra med ens liv, förutom när Gud behövs för att lösa ett problem.
5. Snälla människor kommer till himlen efter döden.

Dessa trossatser sammanställdes ur intervjuer med omkring 3 000 tonåringar. Trossystemet handlar enligt författarna om att erbjuda sina anhängare terapeutiska fördelar, snarare än att handla om saker som omvändelse från synd, att helga sabbaten, troget be sina böner, iaktta helgdagar eller bygga upp sin karaktär genom lidande. 
Användandet av termen deism motiveras med hur avlägsen Gud är i detta tankesätt, särskilt i de delar av livet där man helst inte vill blanda in någon gud. Enligt författarna kan denna gudsuppfattning beskrivas som en kombination av en gudomlig butler och en kosmisk terapeut: han finns alltid till hands, bara man hör av sig, för att ta hand om problem som dyker upp, och han hjälper sina människor att trivas bättre med sig själva på ett professionellt sätt, utan att bli alltför personligt inblandad. Kritiker av begreppet menar att MTD:s gudsuppfattning är långtifrån 1700-talets deism, och att MTD hellre borde heta MTT – moralistisk terapeutisk teism.
Författarna menar, att en stor andel av kristna i USA ägnar sig åt MTD.